# イヴァターヌン語
イヴァターヌン語（イヴァターヌンご、Ivataanen、Ivatan、Ibatan）は、バタネス州バタン島およびサブタン島で話されているフィリピン諸語の1つである。話者数は約8千人であるが、ほかに、約1400人がミンダナオ島、ブキドノン州のカリランガンに移住している。マニラなどの都会にも相当数がいる。オーストロネシア語族、ヘスペロネシア語派、バシイック諸語に属する。イヴァタン語ともいう。

## 方言
2つに大分される。州都である北のバスコで話されるイヴァサユン（Ivasayen、Ivasay、Vasay、Inivasay）方言と、バスコより南の地域で話されるイサーモロン（Isaamorong）方言である。両者間の違いは、語彙的なものばかりではなく音韻上の差もある。その主なものは、前者の方言には語中の／q／[ʔ]があるが後者にはない、後者にはtiに対応するchiが多い、などである。なお、イサーモロン方言中でも、居住地域間（Mahatao、Ivana、Uyugan、Itbud、Imnajbu、Sabtang）に語彙的な違いはかなりあるようである。

## 音韻

### 母音
i，a，u，ɨ なお、母音には長短の対立がある。

### 子音
p，t，c[tʃ]，k，q[ʔ]，b，d，j[dʒ]，g，m，n，ɲ，ng[ŋ]，v，s，h，l，r，w，y
ただし、qはイサーモロン語にはない。

## 文法

### 人称代名詞
|                 | 強調格 | 話題格   | 属格  | 斜格  | 所有格  |
| --------------- | ------ | -------- | ----- | ----- | ------- |
| 1人称単数       | yakɨn  | qaku     | ku    | jakɨn | jakɨn   |
| 2人称単数       | qiːmu  | ka       | mu    | dimu  | dimu    |
| 3人称単数       | siya   | siya     | na    | diya  | diraqna |
| 1人称複数包括形 | yatɨn  | ta       | ta    | jatɨn | jatɨn   |
| 1人称複数排除形 | yamɨn  | kami     | namɨn | jamɨn | jamɨn   |
| 2人称複数       | qiɲu   | kamu     | ɲu    | diɲu  | diɲu    |
| 3人称複数       | sira   | sira／sa | da    | dira  | diraqda |

### 指示代名詞
ya「これ」、quri「それ」、nawnguriyaw「あれ」、jaya「ここ」、dawri「そこ」、dawnguriyaw「あそこ」

### 疑問代名詞
siːnu「誰」、qangu「何、なぜ」、dinu「どこ」、papira「いくつ」、qanmaːngu「いつ」

### 否定辞
ava

### 数詞
qasaq「1」、dadwaq「2」、tatduq「3」、qapat「4」、daddimaq「5」、qanɨm「6」、papituq「7」、wawahuq「8」、sasyam「9」、sapuhuq「10」、qumyatus「100」、saliːvuq「1000」

### 前接的無変化詞
dana「すでに」、pa「まだ」、mu「ただ」、kunu（伝聞）

### 接続詞
qas / kan「そして」、qan「もし」、ta kwan「なぜならば」

### 普通名詞格標識
qu（話題格）、nu（行為者格）、su（目的格）、du（所格）

### 人名格標識
si（話題格）、ni（属格）、di（斜格）、da（所有格）

## 文例
- mangamuqmu qu tau su mutdeh nu buday du vahay．

（    脅す－ 〔話題格標識〕－人－〔標識〕－子供－〔標識〕 －蛇－  〔標識〕－家  ）
「その人は家の中で、蛇で子供を脅している。」
- qipanarip nu tau su / du wakay qu qipangan．

（   むく－   〔標識〕－人－ 〔標識〕－ さつま芋－〔話題格標識〕－ナイフ ）
「その人はナイフでさつま芋をむいている。」
- qipanlaveng nu tau su / nu tamek du takey qu kayvan na．

（    埋める－   〔標識〕－人－  〔標識〕－ 雑草－ 〔標識〕－ 畑－〔話題格標識〕－友人－ 彼 ）
「彼は彼の友人のために畑で雑草を埋めている。」
基本語順はVSO型である。

## 辞書
ドミニコ会士による『スペイン語－イヴァタン語辞書』（Diccionario Espanol－Ibatan Universidad de Santo Tomas, 1914）および『イヴァタン語－スペイン語語彙集』（Vocabulario Ibatan－Espanol Universidad de Santo Tomas，Manila, 1933）が主要なものである。